# Cuộc đời của Pi (phim)
Cuộc đời của Pi (tựa gốc tiếng Anh: Life of Pi) là một bộ phim phiêu lưu-chính kịch năm 2012 do Lý An đạo diễn và sản xuất và David Magee viết kịch bản. Dựa trên cuốn tiểu thuyết cùng tên năm 2001 của Yann Martel, phim có sự tham gia của Suraj Sharma, Irrfan Khan, Rafe Spall, Tabu và Adil Hussain trong các vai chính. Cốt truyện xoay quanh hai người sống sót sau một vụ đắm tàu. Một là cậu bé Ấn Độ 16 tuổi tên là Pi Patel (Suraj Sharma) và người kia là một con hổ Bengal hung dữ tên là Richard Parker đang trên một chiếc thuyền cứu sinh bị mắc cạn ở Thái Bình Dương trong 227 ngày. Bộ phim bắt đầu được phát triển ngay sau khi phát hành cuốn sách và sẽ thấy các đạo diễn M. Night Shyamalan, Alfonso Cuarón và Jean-Pierre Jeunet tham gia vào các giai đoạn khác nhau trước khi thuê Lee. Việc quay phim được phân chia giữa Ấn Độ, Đài Loan và Montreal vào năm 2011, với Rhythm & Hues Studios (R&H) xử lý công việc hiệu ứng hình ảnh. Bộ phim đã được công chiếu rộng rãi trên toàn thế giới với tư cách là bộ phim khai mạc Liên hoan phim New York lần thứ 50 tại cả Nhà hát Walter Reade và Hội trường Alice Tully ở Thành phố New York vào ngày 28 tháng 9 năm 2012.
Life of Pi đã trở thành một thành công về mặt thương mại và quan trọng, thu về hơn 609 triệu đô la Mỹ trên toàn thế giới. Nó đã được đề cử cho ba giải Quả cầu vàng, bao gồm Phim hay nhất - Phim chính kịch và Đạo diễn xuất sắc nhất, và giành giải Quả cầu vàng cho Bản phim gốc xuất sắc nhất. Tại Lễ trao giải Oscar lần thứ 85, bộ phim có 11 đề cử, bao gồm Phim hay nhất và Kịch bản chuyển thể xuất sắc nhất, và giành 4 giải, trong đó có Đạo diễn xuất sắc nhất cho Lý An.

## Nội dung

### Tóm lược
Phim kể về cậu bé người Ấn Độ, con trai của một người chăm sóc thú ở Ấn Độ. Gia đình cậu di cư qua Canada sinh sống nhưng gặp nạn khi tàu đi đến vực Mariana, cậu là kẻ sống sót duy nhất trên một chiếc xuồng cứu nạn cùng với con linh cẩu, con ngựa vằn, con chuột, con đười ươi và con hổ Bengal trưởng thành tên là Richard Parker. Con Linh cẩu đã giết con ngựa vằn và con đười ươi nhưng sau đó con hổ đã ăn thịt hết cả bốn con vật trên. Pi đã trải qua đấu tranh sinh tồn với con hổ để tồn tại.
Phim được đánh giá cao từ những câu thoại gây xúc động, cảnh đại dương rợn ngợp và tráng lệ, đặc biệt nó khiến người xem nhận thấy ý nghĩa nhân văn sâu sắc. Phim cũng ấn tượng với những cảnh quay lung linh, kỳ vĩ về biển cả, trời mây, về chuyến phiêu lưu siêu thực của một chàng trai và con hổ.
Một nhà văn tên là Yann Martel (Rafe Spall) gặp một người đàn ông Ấn Độ, Pi Patel (Irrfan Khan) với một số kiến thức từ bạn của người cha quá cố của Pi, được biết đến như Pi "Mamaji" (Elie Alouf), một cuốn sách hay. Pi nhớ lại các sự kiện thời thơ ấu của mình và kể với nhà văn câu chuyện cuộc đời mình.
Trong một đoạn hồi tưởng, cha của Pi đặt tên là Piscine Molitor (tên sau một hồ bơi ở Pháp). Ông đổi tên thường dùng cho đứa con trẻ thành " Pi "(chữ cái Hy Lạp, π) vì ông đã mệt mỏi khi bị hàng xóm gọi là "Pissing Patel" (Cùng âm với tên của ông nghĩa là: Patel "đái dầm"). Trong đoạn hồi tưởng, ta thấy gia đình ông sở hữu một vườn thú, và Pi đã quan tâm rất nhiều đến các loài động vật, đặc biệt là con hổ Bengal có tên Richard Parker. Khi Pi cố gắng để cho hổ ăn trong sự tò mò, cha cậu chạy vào và giận dữ nói rằng con hổ nguy hiểm và không thể nhìn cử chỉ của nó mà hiểu như con người. Và ông đã cho Pi chứng kiến con hổ giết chết một con dê liền sau đó để chứng minh lời nói của mình. Pi được cho học giáo lý Hindu và ăn chay, nhưng 12 tuổi, cậu được giới thiệu Kitô giáo và sau đó là Hồi giáo, và bắt đầu làm theo tất cả ba tôn giáo như cậu "chỉ muốn yêu mến Thượng đế." Mẹ của cậu (Tabu) hỗ trợ mong muốn của mình để phát triển, nhưng cha của cậu (Adil Hussain), một chủ nghĩa duy lý, cố gắng để hướng anh ta theo cách suy nghĩ riêng của mình ("suy nghĩ hợp lý"). Pi gặp một cô gái (Shravanthi Sainath) trong một lớp học khiêu vũ, nơi cậu được giáo viên của lớp giao một cái trống mridangam để vỗ nhịp cho nhóm tập múa và họ đã yêu nhau sau đó.
Khi Pi 16 tuổi (Suraj Sharma), cha cậu quyết định chuyển gia đình đến Winnipeg, Manitoba, nơi ông dự định đến định cư và bán các động vật trong vườn thú. Buồn vì điều này, cậu đến tạm biệt người yêu trong phút giây ngắn ngủi và hứa hẹn sau này sẽ quay trở lại. Họ đặt chỗ trên một tàu chở hàng của Nhật Bản là Tsimtsum. Một đêm có một cơn bão, con tàu bắt đầu bị chòng chành dữ dội khi Pi đang ở trên boong tàu. Cậu cố gắng để quay lại tìm gia đình của mình bên trong tàu, nhưng một thủy thủ đoàn đã đẩy anh xuống một thuyền cứu sinh. Khi tàu bị cơn bão quật dữ dội, những con vật trong vườn thú được đưa lên tàu đã cố tìm nơi trú an toàn và con ngựa vằn đã nhảy từ boong tàu lên trên thuyền với anh. Pi sau đó bất lực nhìn con tàu chìm dần trong cơn thịnh nộ của biển cả,cuốn theo gia đình của mình và tất cả thủy thủ đoàn. Sau cơn bão, Pi thấy trong chiếc thuyền cứu sinh của mình, con ngựa vằn đã bị thương, một con đười ươi và một con linh cẩu đốm ló đầu lên từ bên dưới tấm bạt che nửa con thuyền, nơi nó gầm gừ với Pi, buộc anh phải rút lui lên mũi thuyền và sau đó nó giết chết ngựa vằn và đười ươi. Đột nhiên con hổ Richard Parker, phóng ra từ bên dưới tấm bạt, giết chết linh cẩu. Sau đó Pi dùng cây sào trên thuyền để xua đuổi Richard Parker, nhưng con hổ đã làm Pi hoảng sợ và anh đã nhảy ra khỏi thuyền, Richard Parker sau đó ăn các con vật đã chết vào ban đêm.
Pi đã lấy được lương khô dưới tấm bạt gần mũi thuyền, khẩu phần nước, một cái rìu tay và dây dựng một chiếc bè nhỏ để ở và cột nó vào mũi thuyền một khoảng cách an toàn từ Richard Parker. Pi bắt đầu bắt cá và chia sẻ với Richard Parker. Anh cũng thu thập nước mưa để uống cho cả hai. Khi con hổ đói nhảy ra khỏi thuyền để săn cá, lúc đầu Pi muốn để cho nó chết đuối, nhưng sau đó anh đã giúp nó leo bám trở lên thuyền. Trong một cuộc tấn công ban đêm với một con cá voi lưng gù, Pi đã mất nhiều đồ dùng, khiến anh lần đầu tiên phải ăn cá chưa nấu trong đời mình. Sau những bữa ăn Pi đã luyện cho Richard Parker để nó chấp nhận anh ta cùng ở trên thuyền. Anh cũng nhận ra rằng chăm sóc vuốt ve khiến con hổ trở nên thân thiện hơn với anh.
Sau nhiều ngày trên biển, một cơn bão khác đang tiến đến, nhưng Pi nghĩ rằng đó là một 'dấu hiệu' từ Thượng đế và làm sự thay đổi hoàn cảnh cho anh. Cơn bão đến cùng những tia sét bủa vây khiến Pi và Richard Parker vô cùng hoảng sợ. Pi ẩn núp bên dưới tấm bạt, sau khi thoát khỏi tia sét kỳ diệu và đáng sợ, Pi đã mở rộng nó để có nhiều không gian trú ẩn trên thuyền.
Những ngày sau đó cả hai đã gần tuyệt vọng vì cạn kiệt lương thực, họ trôi đến một hòn đảo nổi bí ẩn có nhiều loại thực vật ăn được, bởi một khu rừng ngập mặn có hồ nước ngọt bên trong, và một đàn lớn những con meerkat. Cả Pi và Richard Parker tự ăn uống và lấy lại sinh lực. Nhưng vào ban đêm, hòn đảo này biến thành một môi trường nguy hiểm. Richard Parker quay trở lại chiếc xuồng cứu sinh và các con meerkat trú ngủ trên cây trong khi hồ nước ngọt có tính axit và tiêu hóa cá chết trong bể chứa. Pi phát hiện ra rằng hòn đảo có những thực vật ăn thịt sau khi tìm thấy một chiếc răng của con người sót lại trong một vòi hoa. Ngày hôm sau, Pi và Richard Parker đã lên thuyền rời khỏi đảo.
Cuối cùng, thuyền cứu sinh đã đến được bờ cát của biển México. Pi đã bị kiệt sức trầm trọng mà Richard Parker không để ý đến anh trước khi nó nhảy khỏi thuyền và biến mất vào cánh rừng gần đó. Pi được giải cứu và đưa đến bệnh viện, xúc động vì đã được cứu sống. Đại lý bảo hiểm cho các tàu chở hàng của Nhật Bản đến để phỏng vấn anh, nhưng họ không tin câu chuyện kể của anh và yêu cầu khai báo những gì đã "thực sự" xảy ra. Anh kể một câu chuyện hư cấu về tai nạn xảy ra cho mình, đã chia sẻ các thuyền cứu sinh với mẹ, một thủy thủ Phật giáo (Po-Chieh Wang) bị gãy chân và tên đầu bếp (Gérard Depardieu). Đầu bếp giết chết các thủy thủ để ăn và sử dụng thịt người để làm mồi câu. Trong một cuộc đối đầu sau đó, mẹ của Pi đẩy con trai của mình để an toàn trên một chiếc thuyền nhỏ hơn, và tên đầu bếp đã đâm và ném bà xuống biển. Sau đó Pi quay lại, lấy dao giết chết tên đầu bếp ác độc.
Trở lại hiện tại, Yann lưu ý sự tương đồng giữa hai câu chuyện: con đười ươi là mẹ của Pi, ngựa vằn là thủy thủ, con linh cẩu là đầu bếp, và con hổ Richard Parker là Pi. Pi hỏi anh câu chuyện nào mà nhà văn sẽ thích hơn, và nhà văn chọn với con hổ vì nó "là câu chuyện tuyệt hơn", và Pi trả lời: "Cảm ơn Yann. Và hãy để nó đến với Thượng đế". Liếc nhìn một bản sao của báo cáo bảo hiểm, Yann thấy các báo cáo bảo hiểm đã viết rằng Pi bằng cách nào đó đã sống sót 227 ngày trên biển với một con hổ Bengal đã trưởng thành, bản báo cáo bảo hiểm cũng chọn những câu chuyện tuyệt vời hơn về lý do đắm tàu. Yann đứng dậy đến ăn tối với gia đình của Pi. Một cảnh cuối cùng được hiện lên, con hổ Richard Parker bỏ đi vào rừng mà không nhìn lại Pi và biến mất sau bụi rậm.

## Diễn viên
- Suraj Sharma vai "Pi" Patel, 16 tuổi
  - Irfan Khan vai Pi, trưởng thành
  - Ayush Tandon vai Pi, 11/12 tuổi
  - Gautam Belur vai Pi, 5 tuổi
- Tabu vai Gita Patel, mẹ của Pi
- Adil Hussain vai Santosh Patel, cha của Pi
- Gérard Depardieu vai gã đầu bếp
- Bo-Chieh Wang vai anh thủy thủ
- Rafe Spall vai nhà văn
- Shravanthi Sainath vai Anandi, bạn gái Pi
- Andrea Di Stefano vai tu sĩ
- Vibish Sivakumar vai Ravi Patel anh trai Pi

## Thành công
Sau một tuần kể từ buổi đầu công chiếu, phim đã thu lại lại 430 triệu nhân dân tệ (hơn 1.400 tỷ đồng) doanh thu phòng vé trên khắp các rạp chiếu phim ở Trung Quốc, chiếm 42% doanh thu toàn cầu. Con số này ở thị trường Mỹ là 62 triệu USD (hơn 1.200 tỷ đồng). Con hổ trong phim, Richard Parker, phần lớn là do sự sáng tạo kỳ diệu của kỹ thuật số CGI tiên tiến. Kỹ thuật này tạo nên một sinh vật sống động như thật dựa trên tư liệu về hình ảnh và vật lý từ bốn chú hổ Bengal. Đạo diễn James Cameron đã gọi Life of Pi là kiệt tác, ông cho rằng: chẳng có gì thú vị hơn khi ngồi trong rạp và theo dõi cuộc phiêu lưu được thực hiện bởi một nhà làm phim bậc thầy như Lý An. Bộ phim đẹp một cách kỳ diệu, bạn cảm giác như bị bao bọc trong câu chuyện. Tôi nghĩ công nghệ 3D cũng đóng góp một phần vào đó. Một cách làm phim thật tuyệt vời. Bạn sẽ tham gia vào một chuyến hành trình đẹp mắt, vô cùng hấp dẫn. Tôi nghĩ không thể nào làm tốt hơn như vậy được.

## Giải thưởng
- Quả cầu vàng lần thứ 70
  - Phim tâm lý xuất sắc: Life of Pi (Đề cử)
  - Đạo diễn xuất sắc nhất: Lý An - Life of Pi (Đề cử)
  - Nhạc phim hay nhất: Life of Pi (Đoạt giải)
- Giải Oscar lần thứ 85
  - Phim hay nhất: Life of Pi (Đề cử)
  - Đạo diễn xuất sắc nhất: Lý An - Life of Pi (Đoạt giải)
  - Kịch bản chuyển thể xuất sắc nhất: David Magee - Life Of Pi (Đề cử)
  - Ca khúc nhạc phim xuất sắc nhất: "Pi's Lullaby" - Life of Pi (Đề cử)
  - Quay phim xuất sắc nhất: Claudio Miranda -Life Of Pi (Đoạt giải)
  - Biên kịch xuất sắc nhất: Tim Squyres - Life Of Pi (Đề cử)
  - Hiệu ứng hình ảnh xuất sắc nhất: Life of Pi (Đoạt giải)
  - Thiết kế sản xuất xuất sắc nhất: David Gropman, Anna Pinnock - Life Of Pi (Đề cử)
  - Nhạc phim xuất sắc nhất: Mychael Danna - Life Of Pi (Đoạt giải)
  - Biên tập âm thanh xuất sắc nhất: Life of Pi (Đề cử)
  - Hòa âm xuất sắc nhất: Life of Pi (Đề cử)